# 상원군
상원군(祥原郡)은 조선민주주의인민공화국 황해북도에 위치한다. 면적은 약 490km2 이고 인구는 2008년 기준으로 92,831명이다. 남쪽으로 황주군, 연탄군, 수안군과 접하고 북쪽으로 남강을 사이에 두고 평양직할시 강동군, 동쪽으로 황해북도 연산군, 서쪽으로 중화군과 접한다. 군내에는 협동농장과 소형 공업단지가 존재한다. 이 곳은 구석기사람들이 남긴 검은모루 동굴이 있다. 원래 평양직할시에 위치하였지만 2010년 황해북도로 편입되었다. 한국의 지질에서 상원계는 이 지역에서 유래했다.

## 역사
| Daedongyeojido (Gyujanggak) 10-05.jpg | Daedongyeojido (Gyujanggak) 10-04.jpg |
|                                       |                                       |

- 1914년 이전에는 평안남도 상원군 이었다.
- 1914년 중화군에 합쳐져 폐지되었다.
- 1952년 12월 - 평안남도 중화군 상원면, 수산면, 천곡면과 강동군 풍동면 및 강동면의 일부, 황해도 황주군의 천주면의 일부를 합병해 상원군을 신설했다.
- 1963년 5월 - 평안남도에서 분리되어 평양직할시에 편입되었다.
- 2010년 - 평양직할시에 분리되어 황해북도로 편입되었다.

## 행정 구역
1읍 1로동자구 21리로 구성된다.
- 상원읍 (祥原邑)
- 명당로동자구 (明堂勞動者區)
- 대동리 (大同里)
- 령천리 (靈泉里)
- 로동리 (蘆洞里)
- 릉성리 (綾盛里)
- 대천리 (大泉里)
- 금성리 (金城里)
- 흑우리 (黑隅里)
- 대흥리 (大興里)
- 번동리 (繁洞里)
- 전산리 (錢山里)
- 룡곡리 (龍谷里)
- 귀일리 (貴逸里)
- 사기리 (沙器里)
- 장리 (場里)
- 중리 (中里)
- 신원리 (新院里)
- 장항리 (獐項里)
- 식송리 (植松里)
- 수산리 (水山里)
- 은구리 (銀口里)
- 신하리 (新霞里)

## 산업
북조선의 유명 시멘트공장인 상원시멘트련합기업소가 명당로동자구에 있어 평덕선의 지선인 명당선이 명당로동자구로 통한다. 최근 상원역까지 연장되었다.